# Abvoltio
El abvoltio (de símbolo abV) es una opción para la unidad de diferencia de potencial en el Sistema Cegesimal de Unidades (cgs).
Es igual a:
- 10  -8  Voltios (en el Sistema Internacional de Unidades (SI)).

La diferencia de potencial de 1 abV, impulsará una corriente de un abamperio a través de una resistencia de un abohmio.
En las aplicaciones prácticas, se prefieren los voltios y sus múltiplos. La norma nacional en los Estados Unidos desaprueba el uso del abvolt, y sugiere el uso de voltios en su lugar.
La otra opción en el sistema CGS es el statvolt.